# 219 (szám)
A 219 (római számmal: CCXIX) egy természetes szám, félprím, a 3 és a 73 szorzata.

## A szám a matematikában
A tízes számrendszerbeli 219-es a kettes számrendszerben 11011011, a nyolcas számrendszerben 333, a tizenhatos számrendszerben DB alakban írható fel.
A 219 páratlan szám, összetett szám, azon belül félprím, kanonikus alakban a 31 · 731 szorzattal, normálalakban a 2,19 · 102 szorzattal írható fel. Négy osztója van a természetes számok halmazán, ezek növekvő sorrendben: 1, 3, 73 és 219.
A 219 négyzete 47 961, köbe 10 503 459, négyzetgyöke 14,79865, köbgyöke 6,02765, reciproka 0,0045662. A 219 egység sugarú kör kerülete 1376,01758 egység, területe 150 673,92526 területegység; a 219 egység sugarú gömb térfogata 43 996 786,2 térfogategység.
A 219 helyen az Euler-függvény helyettesítési értéke 144, a Möbius-függvényé 1, a Mertens-függvényé 4.